# 成都地铁2号线
成都地铁2号线是位于四川省成都市，隶属于成都地铁的一条东西向地铁线路，线路代表色为橙色，一期工程于2007年开始修建，于2012年9月16日开始试运营，2013年6月8日地铁2号线西延线开通试运营，2014年10月26日地铁2号线东延线开通试运营。地铁2号线西起郫都区犀浦站，途经金牛区、青羊区、锦江区、成华区，东至龙泉驿区龙泉驿站，全长42.3km，共设32个车站，除犀浦站（与市域铁路成灌线共用）、大面铺站、连山坡站、界牌站为地面上的高架车站以外，其余均为地下车站。连接成都市域铁路成灌线犀浦站、茶店子客运站、天府广场、成都东站等重要交通节点和春熙路－盐市口商业圈，并贯穿东大街金融中心。地铁采用B型车，最高时速80千米。

## 大事记
- 2007年12月国家发改委正式批复《成都地铁2号线一期工程可行性研究报告》；12月29日地铁2号线一期工程与成都东站综合交通枢纽同步开建[5]。
- 2008年6月东门大桥站、人民公园站、茶店子客运站首批开工。
- 2010年成都地铁2号线西延线开工建设；12月24日二号线一期全线车站主体封顶。
- 2011年6月8日一期工程最后一个盾构标段贯通，实现全线洞通；12月8日一期工程完成铺轨。12月23日成都地铁2号线东延线开工建设。
- 2012年2月19日一期工程实现全线电通；4月10日一期工程综合联调拉开序幕；4月28日一期工程全线完成“三权移交”，所有车站装修完毕；5月25日一期工程开始三个月空载试运行；8月20日成都地铁2号线一期工程通过专家评审具备试运营基本条件；9月1日一期工程开始为期3天的观光试运行；9月16日6:30，成都地铁2号线一期工程正式开通试运营[6]。
- 2013年6月8日8:00，地铁2号线西延线开通试运营[4]。
- 2014年10月26日11:30，地铁2号线东延线开通试运营。
- 2023年7月28日17时至22时，第31届世界大学生夏季运动会开幕式期间，书房站、界牌站暂停运营服务，双方向列车不停站通过。[7]
- 2025年5月16日，成都市民政局公示2号线东段新建车站名称，拟命名为“龙泉驿火车站”，征求意见。[8]
- 2025年7月17日，2号线东段新建车站主体结构封顶。[9]
- 2025年7月21日，成都市民政局发布公告，确定2号线东段新建车站命名为“龙泉驿火车站”。[10]

## 车站

成都地铁2号线线路图

成都地铁2号线起于犀浦站，止于龙泉驿，线路全长42.3公里。设有32座车站（28座地下车站和4座高架车站），其中已开通换乘站8座，分别与地铁1、3、4、5、6、7和8号线及数条国铁线路衔接换乘。成都地铁2号线的32座车站为：
| 成都地铁2号线车站列表 |           |           |          |               |                                                                  |                |              |              |          |            |                         |          |
| 工程                  | 运行 交路 | 运行 交路 | 车站编号 | 车站名称      | 英文名称                                                         | 开通日期       | 里程（公里） | 里程（公里） | 车站类型 | 车站类型   | 换乘线路                | 所在地   |
| 工程                  | 运行 交路 | 运行 交路 | 车站编号 | 车站名称      | 英文名称                                                         | 开通日期       | 站间         | 累计         | 位置     | 站台       | 换乘线路                | 所在地   |
| 三期                  | ●         |           | 0201     | 龙泉驿        | Longquanyi                                                       | 2014年10月26日 | -            | 0            | 地下     | 岛式站台   |                         | 龙泉驿区 |
| 三期                  | ●         |           | 02       | 龙平路        | Longping Road                                                    | 2014年10月26日 | 1.664        | 1.664        | 地下     | 岛式站台   |                         | 龙泉驿区 |
| 三期                  | ●         |           | 0203     | 书房          | Shufang                                                          | 2014年10月26日 | 1.807        | 3.471        | 地下     | 岛式站台   |                         | 龙泉驿区 |
| 三期                  | ●         |           | 0204     | 界牌          | Jiepai                                                           | 2014年10月26日 | 1.813        | 5.284        | 高架     | 侧式站台   |                         | 龙泉驿区 |
| 三期                  | ●         |           | 0205     | 连山坡        | Lianshanpo                                                       | 2014年10月26日 | 1.300        | 6.584        | 高架     | 侧式站台   |                         | 龙泉驿区 |
| 三期                  | ●         |           | 0206     | 大面铺        | Damianpu                                                         | 2014年10月26日 | 1.225        | 7.809        | 高架     | 侧式站台   |                         | 龙泉驿区 |
| 改線加站              | \|        |           | 02?      | 龙泉驿火车站  |                                                                  | 待定           | ?            | ?            | 高架     | 待定       | 30号线 3001（站外换乘） | 龙泉驿区 |
| 一期                  | ●         | ●         | 0207     | 成都行政学院  | Chengdu Academy of Governance                                    | 2012年9月16日  | 3.185        | 10.994       | 地下     | 岛式站台   |                         | 龙泉驿区 |
| 一期                  | ●         | ●         | 0208     | 洪河          | Honghe                                                           | 2012年9月16日  | 1.568        | 12.562       | 地下     | 岛式站台   |                         | 龙泉驿区 |
| 一期                  | ●         | ●         | 0209     | 惠王陵        | Huiwangling                                                      | 2012年9月16日  | 1.003        | 13.565       | 地下     | 岛式站台   | 30号线 3005             |          |
| 一期                  | ●         | ●         | 0210     | 成渝立交      | Chengyu Flyover                                                  | 2012年9月16日  | 1.502        | 15.067       | 地下     | 岛式站台   |                         | 成华区   |
| 一期                  | ●         | ●         | 0211     | 成都东客站    | Chengdu East Railway Station                                     | 2012年9月16日  | 0.888        | 15.955       | 地下     | 岛式站台   | 7号线 0722 成都东站     | 成华区   |
| 一期                  | ●         | ●         | 0212     | 塔子山公园    | Tazishan Park                                                    | 2012年9月16日  | 1.670        | 17.625       | 地下     | 岛式站台   |                         | 锦江区   |
| 一期                  | ●         | ●         | 0213     | 东大路        | Dongdalu Road                                                    | 2012年9月16日  | 1.122        | 18.747       | 地下     | 岛式站台   | 8号线 0813              | 锦江区   |
| 一期                  | ●         | ●         | 0214     | 牛市口        | Niushikou                                                        | 2012年9月16日  | 0.668        | 19.415       | 地下     | 岛式站台   |                         | 锦江区   |
| 一期                  | ●         | ●         | 0215     | 牛王庙        | Niuwangmiao                                                      | 2012年9月16日  | 1.543        | 20.958       | 地下     | 岛式站台   | 6号线 0627              | 锦江区   |
| 一期                  | ●         | ●         | 0216     | 东门大桥      | Dongmen Bridge                                                   | 2012年9月16日  | 0.784        | 21.742       | 地下     | 岛式站台   |                         | 锦江区   |
| 一期                  | ●         | ●         | 0217     | 春熙路        | Chunxi Road                                                      | 2012年9月16日  | 0.902        | 22.644       | 地下     | 岛式站台   | 3号线 0319              | 锦江区   |
| 一期                  | ●         | ●         | 0218     | 天府广场      | Tianfu Square                                                    | 2012年9月16日  | 1.408        | 24.052       | 地下     | 岛式站台   | 1号线 0107              | 青羊区   |
| 一期                  | ●         | ●         | 0219     | 人民公园      | People's Park                                                    | 2012年9月16日  | 0.971        | 25.023       | 地下     | 岛式站台   | 10号线 1002 17号线 1712 | 青羊区   |
| 一期                  | ●         | ●         | 0220     | 通惠门        | Tonghuimen                                                       | 2012年9月16日  | 0.894        | 25.917       | 地下     | 岛式站台   |                         | 青羊区   |
| 一期                  | ●         | ●         | 0221     | 中医大·省医院 | Chengdu University of TCM & Sichuan Provincial People's Hospital | 2012年9月16日  | 0.840        | 26.757       | 地下     | 双岛式站台 | 4号线 0414 5号线 0521   | 青羊区   |
| 一期                  | ●         | ●         | 0222     | 白果林        | Baiguolin                                                        | 2012年9月16日  | 1.335        | 28.092       | 地下     | 岛式站台   |                         | 金牛区   |
| 一期                  | ●         | ●         | 0223     | 蜀汉路东      | Shuhan Road East                                                 | 2012年9月16日  | 1.159        | 29.251       | 地下     | 岛式站台   |                         | 金牛区   |
| 一期                  | ●         | ●         | 0224     | 一品天下      | Yipintianxia                                                     | 2012年9月16日  | 1.168        | 30.419       | 地下     | 岛式站台   | 7号线 07                | 金牛区   |
| 一期                  | ●         | ●         | 0225     | 羊犀立交      | Yangxi Flyover                                                   | 2012年9月16日  | 0.902        | 31.321       | 地下     | 岛式站台   | 27号线 2720             | 金牛区   |
| 一期                  | ●         | ●         | 0226     | 茶店子客运站  | Chadianzi Bus Terminal Station                                   | 2012年9月16日  | 1.537        | 32.858       | 地下     | 岛式站台   |                         | 金牛区   |
| 二期                  | ●         | ●         | 0227     | 迎宾大道      | Yingbin Avenue                                                   | 2013年6月8日   | 0.990        | 33.848       | 地下     | 岛式站台   |                         | 金牛区   |
| 二期                  | ●         | ●         | 0228     | 金科北路      | Jinke North Road                                                 | 2013年6月8日   | 1.106        | 34.954       | 地下     | 岛式站台   |                         | 金牛区   |
| 二期                  | ●         | ●         | 0229     | 金周路        | Jinzhou Road                                                     | 2013年6月8日   | 1.112        | 36.066       | 地下     | 岛式站台   |                         | 金牛区   |
| 二期                  | ●         | ●         | 0230     | 百草路        | Baicao Road                                                      | 2013年6月8日   | 2.192        | 38.258       | 地下     | 岛式站台   |                         | 郫都区   |
| 二期                  | ●         | ●         | 0231     | 天河路        | Tianhe Road                                                      | 2013年6月8日   | 1.755        | 40.013       | 地下     | 侧式站台   | 蓉2号线支线 92Y3        | 郫都区   |
| 二期                  | ●         | ●         | 0232     | 犀浦          | Xipu Railway Station                                             | 2013年6月8日   | 1.663        | 41.676       | 高架     | 双岛式站台 | 6号线 0609 成灌铁路     | 郫都区   |
| 论 编                 |           |           |          |               |                                                                  |                |              |              |          |            |                         |          |

### 中国首个国铁与地铁共构同站台转乘站
右侧照片中，位于中间的复线铁路为成都地铁下属成都地铁2号线，两侧的复线铁路为国铁下属成灌铁路。这是中国首个城市轨道交通、国家铁路之间的同台换乘案例。

## 车辆

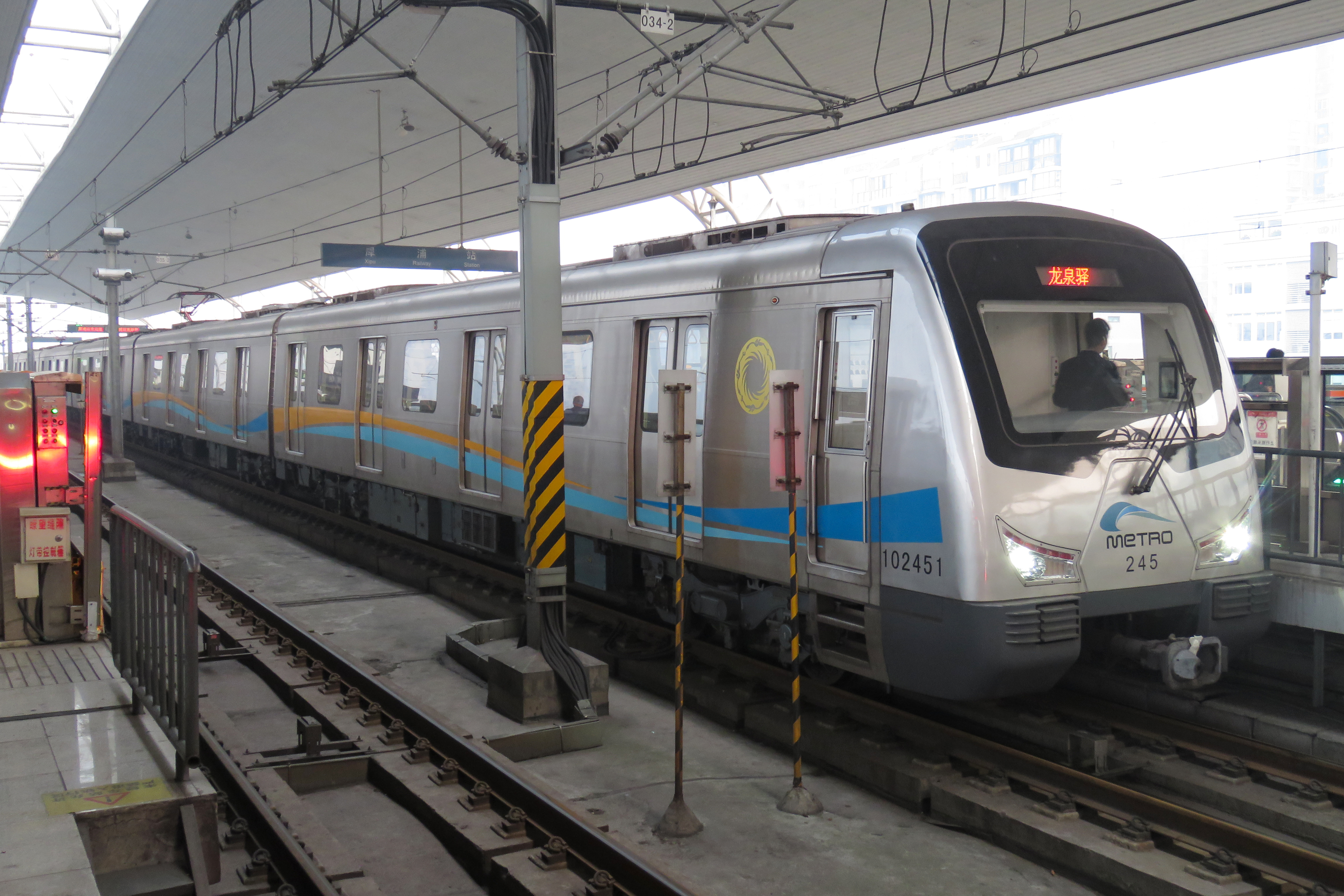
2号线增购列车于犀浦站

成都地铁2号线车辆由中车青岛四方机车车辆股份有限公司制造，采用4M2T编组B型车，最高运营速度 80km/h，列车目前配属洪柳车辆段。
一期列车采购42列，制造商型号为 SFM14，其中前32列为一期及西延段工程车辆，后10列为东延段工程车辆；一期列车的车身绘有黄色直线线条，内饰以黄色为主，站立扶手、不锈钢座位两侧等均为黄色，座位两侧增设了保护栏，车门开启方式为内藏门。
2014年9月，成都地铁向中国中车以租赁方式增购36列车辆，制造商型号为 SFM32，其中有18列配属于2号线。该批增购车辆在车厢上方扶手均采取曲线形设计，让站在车厢尾的乘客能有所依靠，以此改善乘车舒适度、安全性，提高车厢空间的利用率。车厢内采用LCD屏地图显示方式，在其旁边仍留有一定空间粘贴平面地铁线路图，结合两种方式向乘客传递线路和报站信息。外观上则应成都地铁要求增添了颇具成都味的新“纹身”——太阳神鸟金饰，为该批2号线车辆增添更多成都印记和文化韵味。
以上列车採用日本東洋電機设计的列車管理系統、RG6016-A-M 型牵引逆变器、RG4059-A-M 型辅助电源（以上均由湘潭电机与东洋电机制造的合资公司——湖南湘电东洋电气代工生产），牵引电机由湘潭電機提供。2019年，2号线继续增购10列车，制造商型号为 SFM87，其牵引电机仍为湘潭电机生产，但由于此时湘电东洋已进入资产清算程序，故牵引逆变器和辅助电源改由湘潭电机设计与制造（东洋电机制造技术来源）。

### “文明成都”主题列车
2014年10月26日，成都地铁首列主题文化列车“文明成都”专列于2号线上线，以代表正能量及中国风的红色为主色调，通过通俗的宣传语及先进人物的展示，向社会公众传递社会主义核心价值观，树立“成都好人”的品牌。

### “开往春天的地铁”主题列车
2018年3月19日，2号线第二列主题文化列车“开往春天的地铁”专列于上线，车厢内以粉色桃花为主题，分别呈现“桃花盛开”、“桃源奇景”、“世外桃源”等意境，传递成都春天的韵律，展现成都加快农村发展、推动城乡融合的创新成果，彰显天府文化的魅力。

## 未来发展

### 改線加站
为配合新建的国铁十陵南站，2號線將於成都行政學院站與大面舖站之間改線並於站前广场东侧增設龙泉驿火车站。

### 线路延伸
据2021年的轨道线网优化方案，2号线三期工程规划有东延线和西延线：东延线自龙泉驿站起，延伸至龙泉山片区，与S13线换乘；西延线自犀浦站起，经红光停车场前引出线路沿徐独路继续向西延伸3站至红光片区。

### 未来规划换乘站
- 百草路：2号线 28号线
- 金周路：2号线 9号线
- 迎宾大道：2号线 12号线
- 人民公园：2号线 10号线 17号线
- 春熙路：2号线 3号线 23号线
- 成都东客站：2号线 7号线 20号线
- 惠王陵：2号线 30号线
- 成都行政学院：2号线 9号线
- 龙泉站：2号线 30号线
- 连山坡：2号线 22号线
- 书房：2号线 11号线
- 龙平路：2号线 20号线